# Noah Mayer
Noah Mayer is een personage uit de Amerikaanse soap As the World Turns. Hij wordt sinds 1 juni 2007 gespeeld door Jake Silbermann.
Noah kwam de serie in als de nieuwe collega van Maddie Coleman en Luke Snyder bij het tv-station WOAK. Hij en Maddie klikten meteen. Ze hielden allebei van oude films. Hij en Luke konden in het begin minder goed met elkaar omgaan. Voor WOAK gingen hij en Maddie mee met Gwen Munson naar Branson om haar optreden te filmen voor Oakdale Now. In Branson liep hij zijn vader, Colonel Winston Mayer, tegen het lijf. Hij wil dat Noah het leger in gaat zodat hij een "echte man" kan worden. Noah was na zijn gesprek met zijn vader erg overstuur, net als Maddie die net te horen had gekregen dat Casey haar niet meer wilde zien. De twee belandden samen in bed. Luke betrapt de twee en als Noah hem later vraagt of Luke misschien ook iets voelt voor Maddie, vertelt Luke hem dat hij homo is. Noah heeft daar geen problemen mee.
Na hun tripje naar Branson, groeien Noah en Maddie steeds meer naar elkaar toe. Luke ontwijkt de twee en als Noah vraagt waarom, geeft Luke toe dat hij gevoelens voor Noah heeft. Noah benadrukt dat hij niet homoseksueel is, maar zegt wel vrienden te willen zijn. Dat lucht Luke op en niet veel later gaan ze samen met Maddie naar een feestje van Will Munson en Gwen Munson. Daar komen de drie vrienden op het idee om te gaan zwemmen in de Snyder Pond. Als Maddie toch niet kan gaan zwemmen, gaan Noah en Luke met z'n tweeën zwemmen. Noah vertelt Luke dat zijn moeder het geweldig zou vinden op zo'n boerderij maar dat ze helaas is overleden toen Noah drie jaar oud was. Luke en Noah hebben veel lol en na het zwemmen begint Noah een handdoekengevecht. Luke trekt iets te hard aan de handdoek, waardoor Noah in zijn armen valt. Noah schrikt van dit intieme moment en stapt snel achteruit als Maddie binnenkomt. Als Maddie vraagt of Luke meegaat een pizza eten, roept Noah snel "nee". Dit vinden Luke en Maddie raar, maar Noah zegt dat hij nog iets met Maddie wil bespreken. Noah vraagt wat later of Maddie in Oakdale blijft om samen met hem naar de Oakdale University te gaan. Maddie vertelt hem later in het bijzijn van Luke, dat ze haar plannen gewijzigd heeft en in Oakdale blijft. Luke kan niet geloven dat ze voor Noah haar dromen opgeeft. Noah vraagt Luke later wat hij gezegd heeft waardoor Maddie zo verdrietig is. Luke vraagt Noah wanneer hij Maddie gevraagd heeft haar plannen te wijzigen. Als blijkt dat dat was na het zwemmen, vraagt Luke verder. Noah reageert daarop dat er niets is gebeurd. Dat hij niet homo is.
De volgende dag verschijnt Noahs vader bij WOAK. Hij wil dat Noah bij het leger gaat "om een man te worden". Als Noah later Maddie aan hem voorstelt als zijn vriendin, is zijn vader opeens een stuk vrolijker en nodigt de twee uit voor lunch. Noah moet echter wel een das dragen. Later zoekt Luke Noah op om zijn excuses aan te bieden voor zijn gedrag de vorige dag. Hij heeft lunch meegenomen voor Noah en Maddie. Dan beseft Noah dat hij de tijd vergeten is. Hij wordt erg nerveus en Luke vertelt hem om te ontspannen. Luke haalt bij de kleding afdeling een das. Omdat Noah nog steeds erg nerveus is, biedt Luke aan om de das bij Noah om te doen. Dit intieme moment zorgt ervoor dat Noah sprakeloos is. Wanneer Luke vraagt of er iets is, antwoordt Noah dat er niets is waarop Noah Luke begint te zoenen.
Hun zoen wordt onderbroken door Noahs telefoon. Het is zijn vader die wil weten waarom hij zo laat is. Luke wil echter praten over wat er zojuist gebeurd is. Noah raakt in paniek en zegt dat het allemaal een grap was en vertrekt snel naar het Lakeview voor de lunchafspraak. Niet lang daarna vraagt hij Maddie om samen te gaan wonen. Noahs vader is enthousiast en wil helpen met de betaling van de huur. Als Noah later terugkomt bij WOAK, zegt Luke dat hij genoeg heeft van de spelletjes die Noah speelt. Noah vertelt hem echter dat hij Luke zoende omdat hij het wilde, en niet omdat het een grap was. Luke vertelt Noah dat hij weet hoe moeilijk dit was voor Noah, maar Noah vertelt hem dat het nooit meer opnieuw zal gebeuren. Hij vertelt Luke dat het voor Luke niet verkeerd is, maar voor hem wel. Hij is tot deze conclusie gekomen doordat z'n vader eindelijk trots op hem is nu hij met Maddie is. Luke maakt zich vooral zorgen om Maddie. Hij kan het niet aanzien dat Noah tegen haar liegt. Hij probeert Noah over te halen om de waarheid te vertellen. Tijdens een verhitte discussie eindigen ze heel close waardoor ze bijna weer zoenen. Ze worden echter onderbroken door Maddie die nu wel eens wil weten wat er aan de hand is. Hun smoesje over Invisible Girl gelooft ze namelijk niet meer.
Enkele weken later ontdekt ze dat Col. Mayer haar heeft nagetrokken en alles over haar lijkt te weten. Maddie voelt zich erg ongemakkelijk en vraagt Henry om hulp. Uit een gesprek die haar broer heeft met de Colonel, vraagt hij zich iets af. Henry vertelt Maddie dat de Colonel het niet zo op Luke heeft, en dat Noah vroeger met "verkeerde mensen" om ging. Henry denkt dat Col. Mayer denkt dat er iets is tussen Noah en Luke. Maddie wimpelt zijn theorie boos weg en zegt dat Noah hetero is. Bij WOAK twijfelt ze toch en vraagt Luke hiernaar. Luke vertelt haar dat hij haar vraag niet kan beantwoorden. Maddie antwoordt dat hij met die woorden haar vraag toch beantwoord heeft en ze realiseert zich dat Noah en Luke iets hebben samen. Ze stormt verbaasd weg om Noah te zoeken en een verklaring te krijgen.
Als Noah later Maddie opzoekt, is hij heel verbaasd dat ze opeens heel afstandelijk is. Uiteindelijk geeft hij toe dat hij gevoelens voor Luke heeft. Maddie vertelt hem dat het niet verkeerd is dat hij homo is en gevoelens voor Luke heeft, maar dat de manier waarop hij haar behandeld heeft wel verkeerd was. Als Noah zijn vader verteld dat hij en Maddie niet meer bij elkaar zijn, wordt hij kwaad. Winston waarschuwt Luke: hij moet uit de buurt van zijn zoon blijven. Later zoekt Luke Maddie op in Al's Diner. Ze is nog erg boos en begrijpt eerst niet waarom hij haar niks verteld heeft. Hij zegt haar dat het niet zijn taak was. Dat hij het heel erg vond om haar te kwetsen maar dat hij niet wist hoe hij haar niet kon kwetsen. De twee blijven vrienden en zijn het eens dat het voor Noah het allermoeilijkste is. Later bedankt Noah Luke, want door hem wil Maddie nog steeds bevriend blijven met Noah. Nu moet hij alleen nog een manier vinden om zijn vader de waarheid te vertellen.
Als Winston ziet hoe Noah en Maddie elkaar omhelzen, trekt hij de conclusie dat de twee weer samen zijn. Tot zijn verbazing, speelt Maddie het spelletje mee. Later zoekt Noah Luke op bij WOAK en begint hem te zoenen. Alleen komt dan Noahs vader binnen. Totaal in shock. Hij vertelt hem dat Noah zijn zoon niet meer is en vertrekt. Luke vertelt Noah dat het verkeerd was dat hij Noah zoende. Noah vertelt hem echter dat Luke het beste is wat hem in lange tijd is overgekomen. Noah zoekt Winston op in het Lakeview en komt officieel uit de kast. Winston heeft het er erg moeilijk mee maar geeft uiteindelijk toe dat hij Noah niet wil verliezen. Noah is daar erg blij mee en vertelt Luke later dat hij hem ook niet wil verliezen.
Winston wil zijn excuses aanbieden aan Luke en Lily voor wat hij tegen hen gezegd had. Winston en Noah komen naar de boerderij. Holden nodigt ze daar uit om te blijven eten. Aangezien Lily met Natalie op reis is, biedt hij alleen Luke zijn excuses aan. Als Luke en Noah even alleen in de keuken zijn, kan Noah zijn handen niet van Luke af houden. Luke is wat terughoudend omdat hij Winston niet te veel wil choqueren. Winston nodigt Luke en Noah later uit om mee te gaan vissen. Noah is erg verbaasd maar is erg blij dat zijn vader de relatie van hem en Luke accepteert.
Het vistripje neemt echter een heel andere wending. Als Noah iets uit de auto haalt en Luke brandhout aan het verzamelen is, neemt Winston Luke onder schot. Luke probeert Winston tegen te houden maar wordt van een heuvel afgeduwd. Ondertussen had Dusty Winston aangewezen als zijn aanvaller en de moordenaar van Cheri Love (Toen Winston daarachter kwam, sloot Winston hem op in een kofferbak en schoot hem neer). Omdat ze beseften dat hun zoon met een moordenaar aan het vissen was, haastten zij zich naar het meer. Daar vocht Holden met Winston, maar die wist weg te komen. Noah is in shock door wat zijn vader gedaan heeft.
Holden geeft Lily de schuld van de aanval van Winston, omdat zij wist dat Dusty Winston verdacht. In het ziekenhuis sluipt Winston de kamer van Luke binnen om hem alsnog te vermoorden. Lily komt op tijd binnen en met hulp van Dusty weten ze hem over te dragen aan de politie. Ondertussen vertelt Margo Noah op het bureau dat zijn vader de moordenaar is van Charlene Wilson (Cheri Love), zijn moeder. Noah is er getuige van dat Winston de cel wordt ingebracht. Noah voelt zich schuldig om wat er met Luke gebeurd is, maar Dusty haalt Noah over om naar het ziekenhuis te gaan. Daar hoort Luke net dat hij verlamd is en misschien nooit meer zal kunnen lopen. Noah gaat weer in paniek weg en grijpt naar de drank. Ondertussen is Luke erg verdrietig omdat hij niet snapt waarom Noah hem niet komt opzoeken. Ook is hij erg verdrietig dat zijn ouders steeds ruzie maken.
Maddie vindt Noah uiteindelijk in Old Town en vertelt hem dat hij of naar Luke gaat of met haar mee gaat, maar dat hij niet hier kan blijven zitten. Hij gaat met Maddie mee. Noah, onder invloed van alcohol, begint Maddie te zoenen. Zij trekt zich terug en zegt dat dit niet kan. Noah vertrekt uiteindelijk. Hij wil Oakdale verlaten. Dusty vindt hem echter en haalt hem over om naar Luke te gaan. Luke is erg blij om Noah eindelijk te zien. Luke laat Noah weten dat zijn aandoening misschien permanent is en zegt vervolgens op een sarcastische manier dat Noah wel blij zal zijn met een vriendje in een rolstoel. Noah vraagt vervolgens of dat is wat Luke wil. Of hij wil dat Noah zijn vriendje is. Luke zegt dat hij dat fantastisch zou vinden.
Als Luke thuis is, komt Noah hem opzoeken. Ook Maddie komt langs om afscheid te nemen. Ze verlaat Oakdale. Wel vertelt ze Noah nog dat Luke iemand verdient die helemaal voor hem gaat en ze betwijfelt of Noah die persoon is. Daardoor vertelt Noah Luke over de zoen met Maddie. Luke schrikt hier van, maar beseft wat Noah allemaal heeft doorstaan en vergeeft hem uiteindelijk.
Luke wordt echter depressief doordat hij in een rolstoel zit. Hij wil niet dat hij andermans hulp nodig heeft en stuurt Noah weg. Lily haalt hem over dat je als je van iemand houdt je graag dingen voor die persoon wil doen, maar dat je ook de hulp van die persoon aanneemt. Daardoor zoekt Luke Noah op in Old Town. Als hij vanuit zijn rolstoel in een andere stoel wil gaan zitten, valt Luke op de grond. Hij snauwt tegen Noah en vertelt Lily dat hij meteen weer naar huis wil gaan. Luke raakt meer depressief en wil niet verdergaan met zijn therapie. Holden en Lily beseffen dat Luke Noah nodig heeft en dus zoeken ze Noah op. Ze brengen Noah naar de boerderij en daar praten Luke en Noah. Daar vertelt Noah Luke hoeveel hij om hem geeft en dat hij hem nodig heeft. Dit maakt Luke vrolijker en hij probeert op te staan uit zijn rolstoel. Holden en Lily zijn erg blij om te horen dat Luke toch verdergaat met zijn therapie.

## Familie en relaties

### Ouders
- Winston Mayer (in de gevangenis)
- Charlene Wilson aka Cheri Love (overleden)

### Broers en zussen
- Geen

### Huwelijken
- Ameera Ali Aziz (voor een verblijfsvergunning)

### Kinderen
- Geen

### Andere familieleden
- Ruth Mason (tante via zijn moeder)

### Relaties
- Maddie Coleman (omdat zij niet wilde accepteren dat hij homo is)
- Luke Snyder (partner/vriend)